# فيليب جيمس أيريس
فيليب جيمس أيريس (بالإنجليزية: Philip James Ayres) هو مؤرخ أدبي أسترالي، ولد في 28 يوليو 1944 في Lobethal ‏ في أستراليا.